# Fontisphaera persica
Fontisphaera persica ist eine Art von Bakterien. Sie ist bisher die einzige beschriebene Art der damit monotypischen Gattung Fontisphaera. Sie ist ein, was den Stoffwechsel angeht, vielseitiges Bakterium. Des Weiteren ist es  thermophil („wärmeliebend“), es kommt in heißen Quellen vor. Es kann sowohl unter Sauerstoffausschluss durch die Gärung, also auch in Gegenwart von Sauerstoff mit Hilfe der Atmung wachsen. Die Art ist in der Lage, Xylan abzubauen. Xylane sind chemische Verbindungen, die in der Zellwand von Pflanzenzellen vorkommen.

## Merkmale
Die Zellen von Fontisphaera persica sind Kokken (0,7–1,3 µm Durchmesser), die einzeln, paarweise oder in Aggregaten und Biofilmen vorkommen. Die Zellen sind im exponentiellen Wachstumsstadium durch eine einzelne Geißel beweglich, wenn die stationären Phase erreicht ist, sind die Zellen durch die Bildung von Exopolysaccharide und Biofilme unbeweglich.
Aerobe Kulturen haben einen pfirsichfarbene Färbung, unter anaeroben Bedingungen ist die Färbung hellgelb. Die Zellwand hat eine typische gram-negative Struktur.

## Stoffwechsel und Wachstum
Fontisphaera persica ist fakultativ anaerob, es kann sowohl aerob (Atmung) als auch anaerob durch die Gärung (Fermentation) wachsen. Es ist chemoorganotroph, benötigt also organische Stoffe zum Wachstum. Es nutzt verschiedene Zuckerverbindungen, wie Mono-, Di- und Polysaccharide (z. B. Glukose, Stärke und Xylan). Es verwendet keine Fruktose, Alginate, Pyruvat oder Hefeextrakt.
Es kann die aerobe Atmung mit der ATP-Generierung über Glykolyse und vollständigen Zitratzyklus durchführen. Außerdem wurde der oxidative Pentosephosphatweg nachgewiesen. Unter anaeroben Bedingungen findet die Fermentation statt, es entstehen Propionat (Hauptprodukt), Acetat, H2 und CO2 als Endprodukte. Die Art ist nicht in der Lage lithoautotroph zu wachsen, es kann weder H2 und C2, noch anorganische Elektronenakzeptoren (z. B. Nitratatmung, Sulfatatmung) nutzen.
Fontisphaera persica ist moderat thermophil mit optimalem Wachstum bei 50 °C. Es toleriert Temperaturen im Bereich von 30–57 °C. Es ist neutrophilisch, es gedeiht am besten bei pH-Werten von 6,8–7,1. Optimales Wachstum erfolgt ohne NaCl, toleriert werden Werte von bis zu 0,25 % (w/v).

## Genetik
Das Genom ist 4,7 Mb groß und kodiert über 3.400 Proteine. Es kodiert Glykosid-Hydrolasen (GH13, GH43) und Polysaccharid-Lyasen (PL10, PL15), die den Abbau komplexer Pflanzenpolysaccharide, wie Xylane, ermöglichen.

## Systematik
Die Gattung Fontisphaera gehört zu der Familie Fontisphaeraceae innerhalb des Phylums Verrucomicrobiota. Sie wurde im Jahr 2023 beschrieben. Es ist nur eine validierte Art vorhanden, Fontisphaera persica, die aus terrestrischen heißen Quellen isoliert wurde. Die Gattung ist das einzige Mitglied innerhalb der Familie Fontisphaeraceae (Stand März 2025). Der GC-Gehalt beträgt 61 %. Die Gattung Limisphaera (Familie Limisphaeraceae) ist der nächste Verwandte. Fontisphaera persica unterscheidet sich von der verwandten Gattung Limisphaera durch die Fähigkeit zur Biofilmbildung, das Fehlen von [FeFe]-Hydrogenasen und die charakteristische pfirsichfarbene Pigmentierung unter aeroben Bedingungen. Limisphaera wurde im Jahr 2015 erstbeschrieben.
Der Gattungsname Fontisphaera bedeutet so viel wie „eine Kugel aus dem Brunnen“. Die Art wurde aus einer heißen Quelle isoliert, die Zellform ist kugelig (Kokken).

## Ökologie
Die Typusart wurde aus der heißen Quelle in der Nähe des Baikalsees isoliert.
Eine Analyse der NCBI Sequence Read Archive (SRA)-Datenbank ergab, dass mit Fontisphaera verwandte 16S-rRNA-Gen-Phylotypen nur in terrestrischen heißen Quellen nachgewiesen wurden. Dazu gehören Sungai Klah (Malaysia) sowie die Stikine River Hot Springs (Kanada), Rick's Hot Creek (in Nevada), Surprise Valley Hot Springs (in Kalifornien) und andere. Ein naher Verwandter (98,8 % Ähnlichkeit der V4-Region der 16S rRNA-Gensequenz) wurde in zwei heißen Quellen in der Uzon-Caldera in Kamtschatka gefunden. Beide heißen Quellen waren durch eher „gemäßigte“ Temperaturen (50–55 °C) und einen neutralen pH-Wert (6,0–7,0) gekennzeichnet.
In mikrobiellen Gemeinschaften macht Fontisphaera nur 0,1–0,9 % der Prokaryoten aus. Es wird angenommen, dass Vertreter der Gattung Fontisphaera in terrestrischen heißen Quellen endemisch sind, aber nur einen geringen Anteil an der prokaryotischen Gemeinschaft in diesen Ökotopen ausmachen.